# イェンス・エリクセン
イェンス・エリクセン（英語: Jens Eriksen、1969年12月30日 - ）は、デンマークの男子バドミントン選手。男子ダブルスと混合ダブルスの2種目で世界ランク1位を達成している。

## 経歴
メッテ・ショルダガーとの混合ダブルスで、2004年アテネオリンピックで銅メダルを獲得。
男子ダブルスでは、イェスパー・ラーセンやマーティン・ルンドガード・ハンセンとのペアで、ヨーロッパ選手権で4連覇。
他にも全英オープンや中国オープンなどの主要大会でも優勝。